# جبل أثرب
جبل أثرب، -بضم الهمزة وسكون الثاء المثلثة، فراء مضمومة فباء- هو جبل يطل على تهامة يمتد من الغرب إلى الشرق في سلسلة جبال السراة، يقع في بلاد قبيلة حوالة من الناحية الشمالية وفي بلاد بني ميمون من الناحية الجنوبية ، ويفصل بين بلاد بالشهم -غامد- وبين وادي شرى بلاد بني ميمون -خثعم- التابعين في شؤونهم الإدارية لإمارة بلجرشي بمنطقة الباحة، ويبعد عن بلجرشي 22 ميلاً. يصل ارتفاع قمته إلى حوالي 2,447 متر عن سطح البحر. ويُعتبر من أبرز المعالم الطبيعية في المنطقة، وله أهمية جغرافية وتاريخية.

## الموقع
يقع في بلاد قبيلة حوالة من الناحية الشمالية ، ويبعد عن بلجرشي 22 ميلاً ، على الحدود الجنوبية الغربية لمنطقة الباحة على يمين المتجه من الطريق العام من بلجرشي إلى الجنوب، وتنتشر على سفوحة الشمالية بيوت قرية دار الجبل. ويمتد منه سفح منخفض نسبياً يعتبر الحد الفاصل بين أمارة غامد وزهران، وبين حدود أمارة بيشة ويبعد عن الباحة قاعدة الإمارة 23 ميلاً، وفي سفح جبل أُثرب الشرقي الجنوبي يقع وادي شرا، وينطق اسم الوادي بضم الشين وفتح الراء الممدودة.

## الخصائص الجغرافية

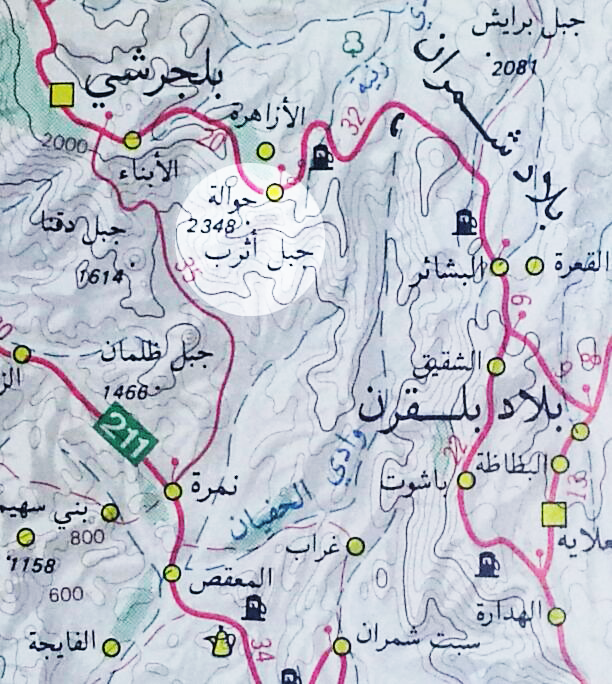
موقع جبل أثرب من المنطقة

تنحدر العديد من العقبات من جبل أثرب (العقبة هي الطريق الذي استخدمه الناس قديماً للانتقال من مرتفعات السراة إلى مناطق منخفضة كالإصدار وتهامة) وبعض هذه العقبات خطرة خاصة عند هطول الأمطار ويصعب استخدام الدواب للنزول بها نظراً لكثرة الأماكن الوعرة بها وخطورتها.
- من أهم العقاب:

1. - عقبة رأس الجرف: ويقع بها الآن مباني محطة التلفريك العلوية، ويتجة طريق العقبة إلى وادي الخيطان.
2. - عقبة دحيمة: تنحدر من الجهة الغربية لقرية الشرف إلى وادي الخيطان وهي أقصر العقبات الموصلة إلى الوادي.
3. - عقبة الحنجور: ينحدر طريق عقبة الحنجور إلى قرية لوبه.
4. - عقبة الحريقة: تنحدر جنوباً صوب الجوف/ وهي من أقدم العقبات.
5. - عقبة الريع والمضلال: وتتجة هذه العقبة إلى قرية الرويس جنوب جبل أثرب.

### الارتفاع والتضاريس

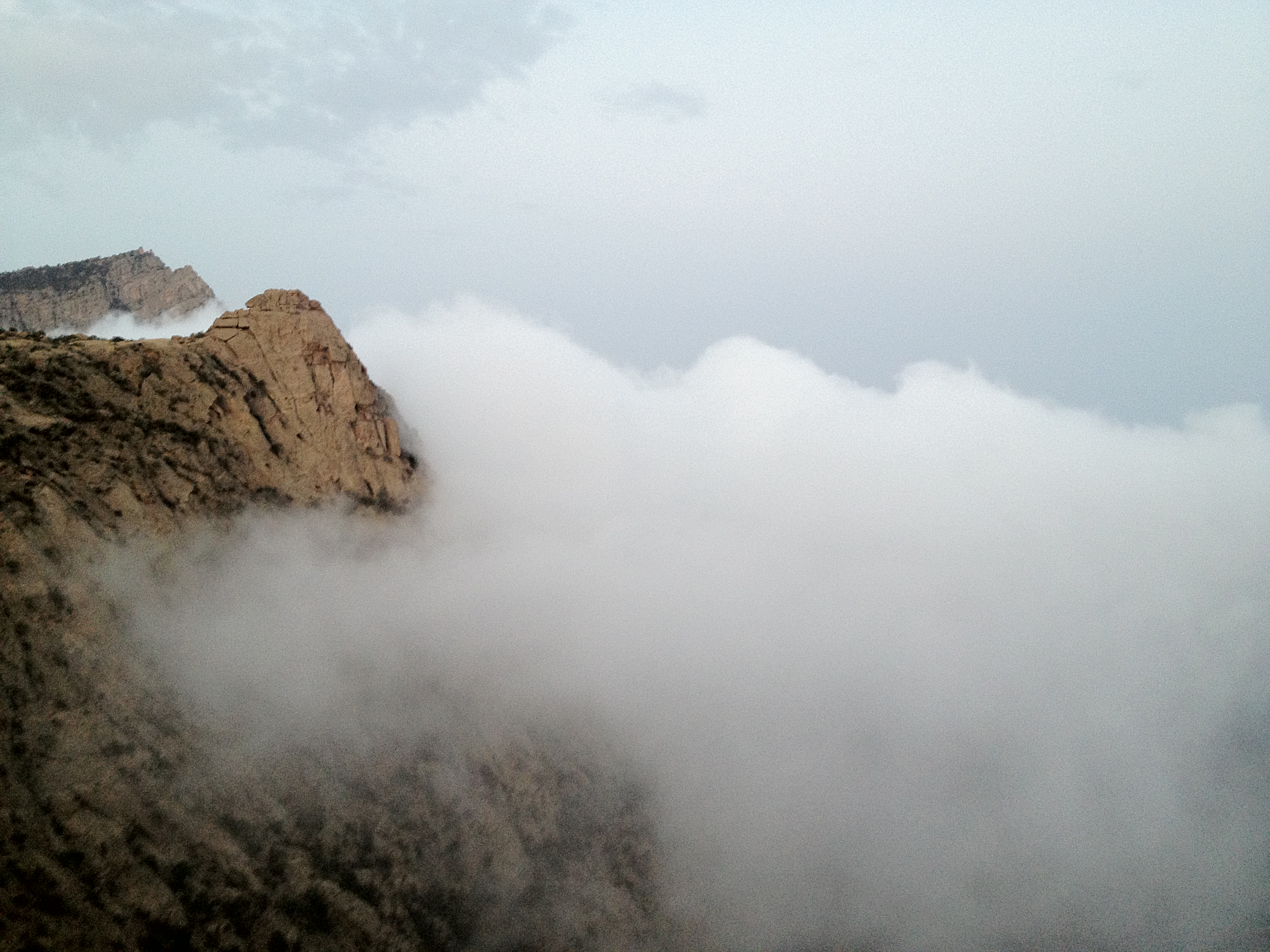
رأس النخلة

يتميز جبل أثرب بقممه الشاهقة والتضاريس الوعرة. ويعد مقصدًا لمحبي المغامرة واستكشاف الطبيعة.

### المناخ
يتمتع بمناخ معتدل نسبيًا مقارنة بالمناطق السهلية المحيطة به. خلال فصل الشتاء، يميل الطقس إلى البرودة مع نسمات عليلة، وفي الصيف يكون المناخ معتدلًا.

### النباتات والحياة البرية
يتميز بغطاء نباتي متنوع بسبب المناخ المعتدل نسبيًا في المنطقة. يشتهر بمساحاته الخضراء خلال موسم الأمطار، ما يجعله وجهة مميزة لعشاق الطبيعة.، يضم الأشجار البرية مثل العَرعر والطلح، مما يجعل المنطقة غنية بالتنوع الطبيعي. كما توجد فيه بعض أنواع الحيوانات البرية مثل الغزلان والطيور المهاجرة.

### الإطلالات
يوفر الجبل إطلالات بانورامية رائعة على القرى المحيطة والمناظر الطبيعية الخلابة.

## ثروات وموارد

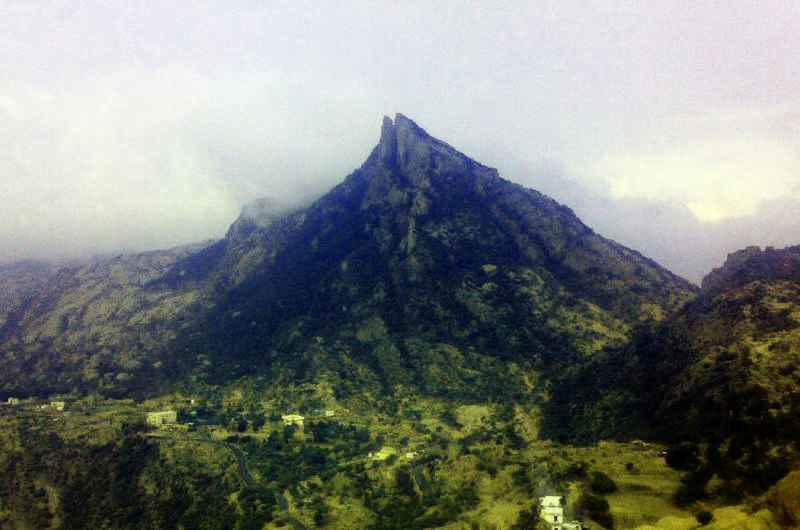
جبل أثرب ، قبيلة حوالة

### الموارد المائية

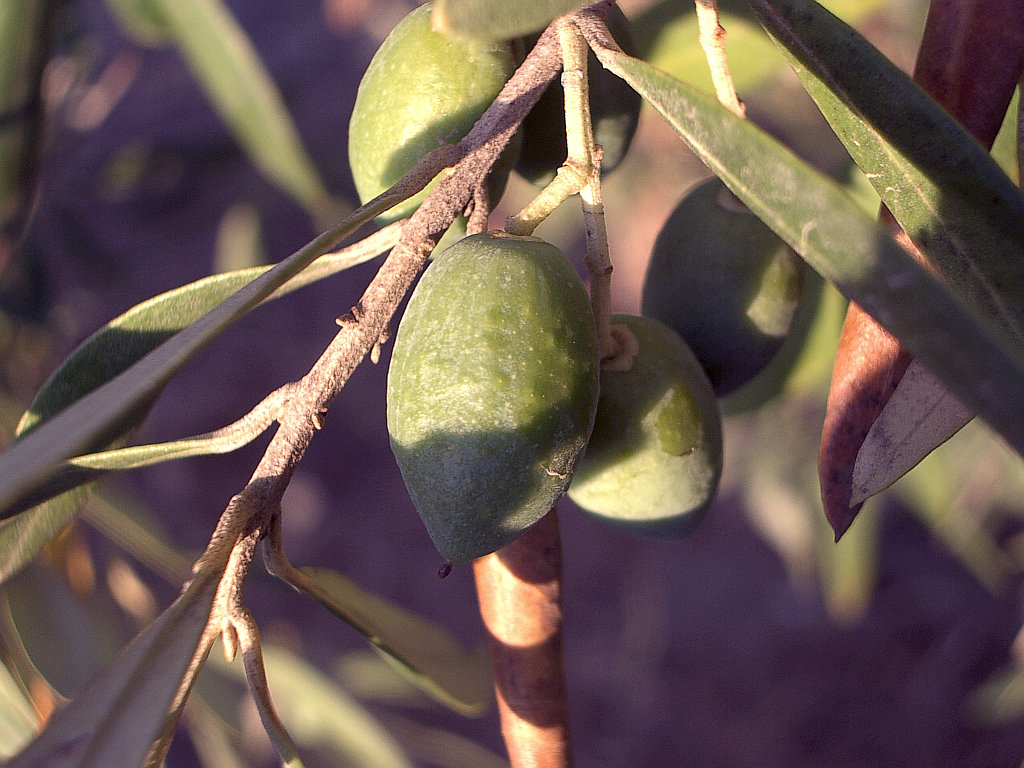
ثمار الزيتون

تتوفر في جبل أثرب على مدار العام من خلال الآبار والعيون والجداول. منها عيون يتوفر بها الماء غالباً طوال العام منها:
- عين المعاين
- معين العود
- خو العقش
- كر النطاقين
- المكظم
- ماء قطب
- أب بن نوه
- المعطن الاعلى
- الزبارة
- كر اللحيان

كما توجد خزانات طبيعية تسمى «الأوباد» وهي عبارة عن حفر كبيرة في الصخور تحتفظ بمياه الأمطار. وتكون المياه فيها راكدة. وقد أنشات الحكومة السعودية العديد من السدود الحديثة بالمنطقة لحفظ وتخزين المياه، ويوجد منها بحوالة سدان هما:

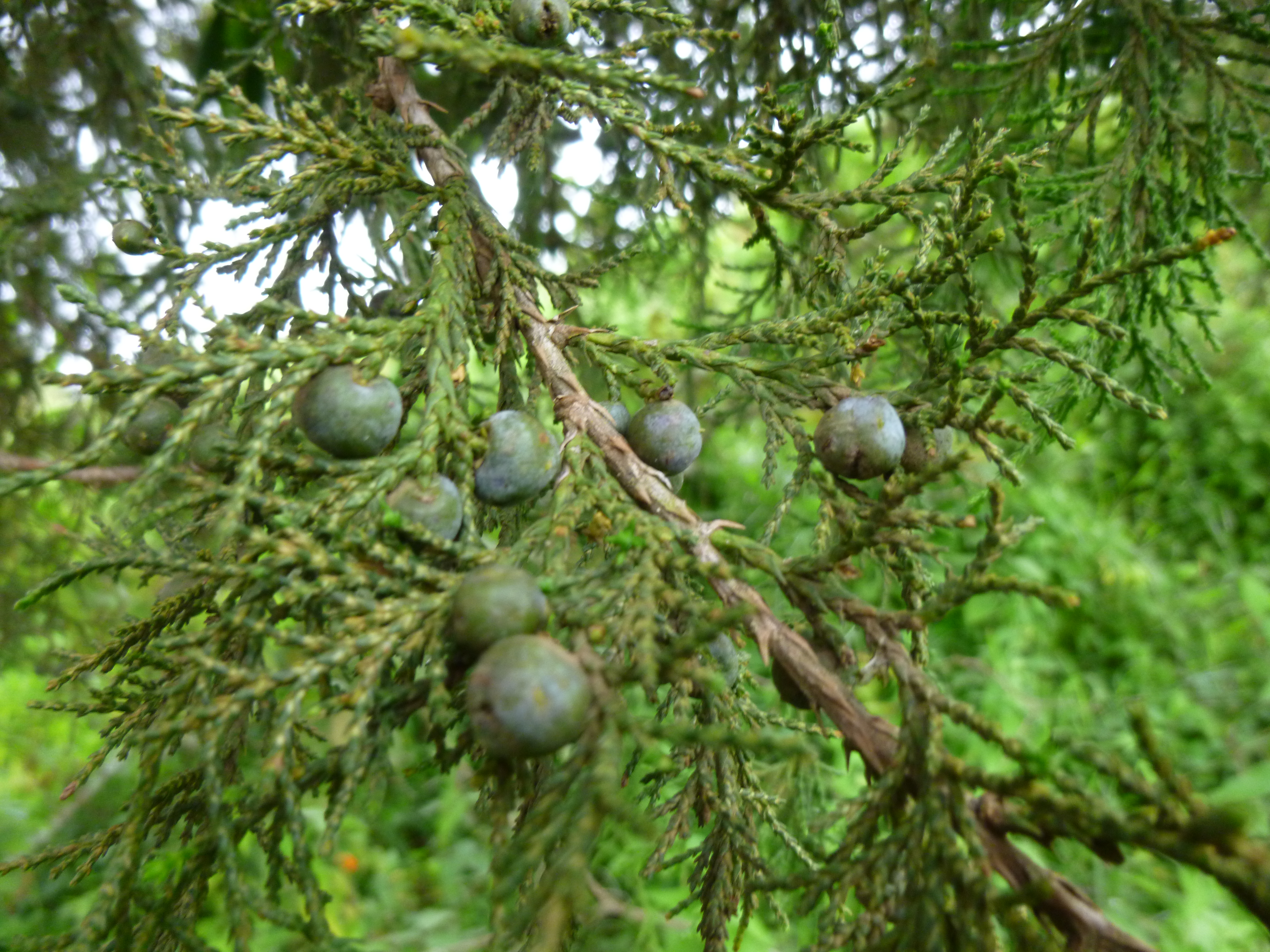
للعرعر ثمراً أمثال النبق

- سد العريشين
- سد الضروة

### الغطاء النباتي
يتميز جبل أثرب بكثافة الغطاء النباتي، وتغطي الغابات مساحات متفرقة ومختلفة من الجبل، وتمثل أشجار العرعر أكثر أنواع الغابات في الارتفاعات التي تزيد عن 2200 متر وتقل كثافة هذا النوع كلما تناقص الارتفاع.
كما ينتشر اشجار الزيتون البري، والعتم مختلطاً باشجار العرعر في المناطق المرتفعة نسبياً ( 1500-2000م تقريباً) ، وتنمو اشجار الطلع والسلم والسمر والأثل والسدر في المستويات المنخفضة الأكثر حرارة ( 1400-1700م تقريباً).

### معادن وصخور
يوجد في جبل أثرب أماكن قديمة للتعدين وكان السكان يستخدمون صخورة لبناء البيوت والحصون قديماً حيث توجد مواقع تسمى بالمكاسر في انحاء الجبل تستخرج منها قطع الصخور أو ما يسمى بلهجة السكان «الصلي والجباية».

## النمر العربي

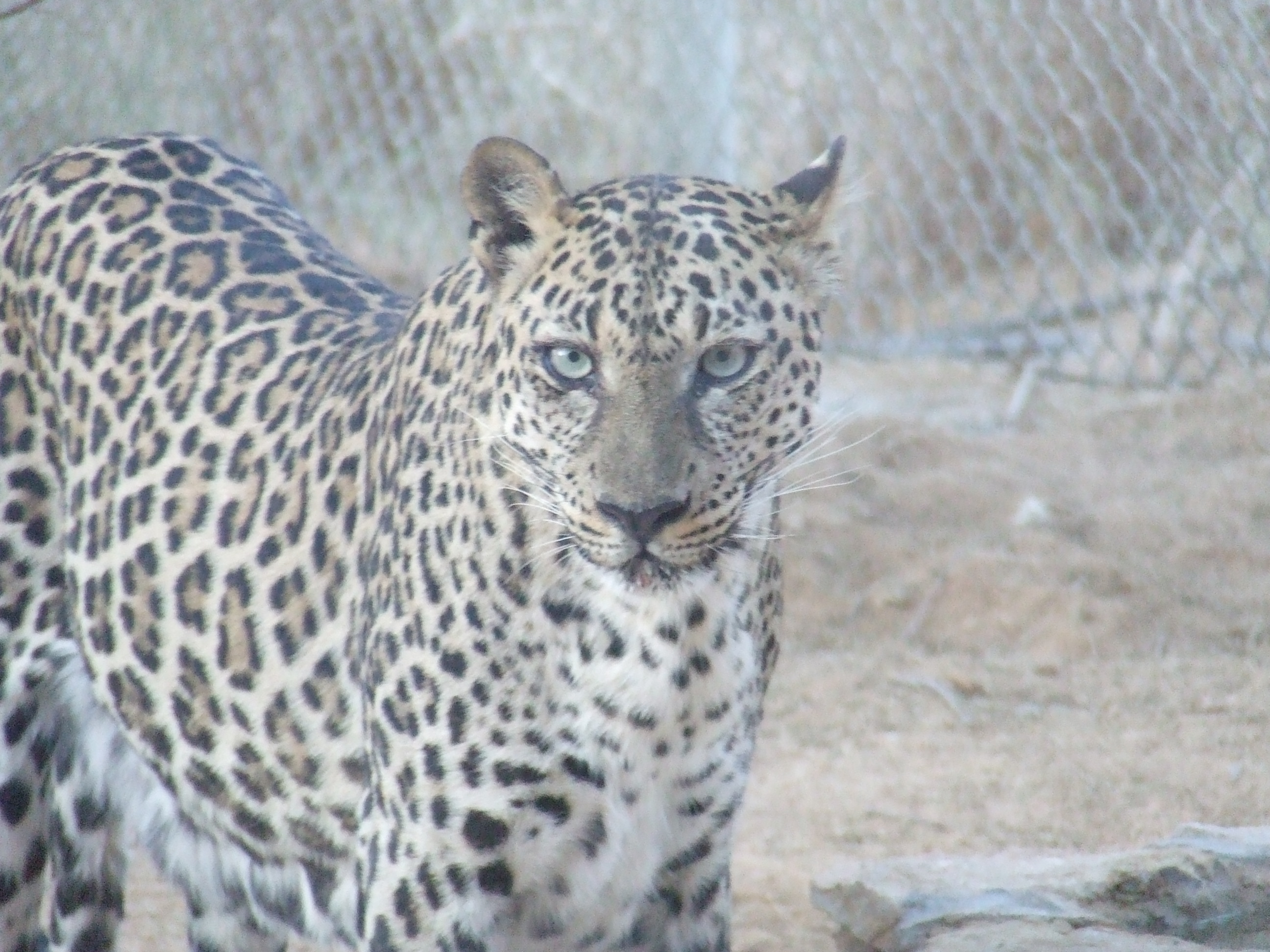
صورة للنمر العربي

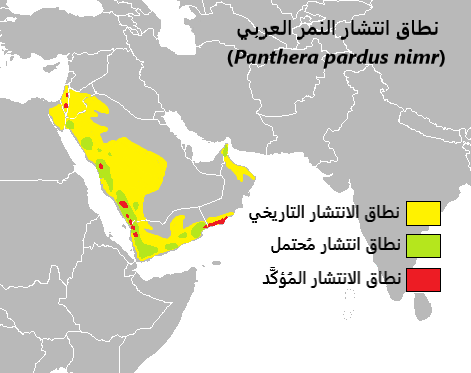
خريطة تُصوِّر نطاق انتشار النمر العربي التاريخي والحالي والمُحتمل.

هو حيوان كبير، ويوجد بجلدة بقع سوداء باشكال وردية مختلفة، وهو حيوان نادر، توجد دلائل كثيرة على وجودة بجبال حوالة، وقد كان سابقاً يهجم على القرى لافتراس الأغنام في الحظائر. وقد تناقصت اعداده نتيجة لإستخدام السلاح الناري لقتله إما للدفاع عن المواشي أو للإستفاده من جلده والتباهي بالقضاء عليه على اعتبار انه عدو خطير على الإنسان. والنمر حيوان قوي وشديد الخطورة حتى على الإنسان لمكره وخداعه في الانقضاض. فهو يختبي بين الحشائش أو خلف الصخور ثم ينقض بسرعة وقوة على الفريسة من جهة الرقبة فيمزقها باسنانه القوية التي تستطيع ان يسحب بها الفريسة ويصعد بها الصخور أو اعالي الأشجار.
يتواجد النمر العربي في اعلى قمة جبل أثرب حيث يتجول في مناطق واسعة تمتد إلى وادي الخيطان في تهامة حوالة ووادي العشر بالعوامر بالعرضية الشمالية.
| جبل أثرب | وأكد أحد المهتمين بمتابعة الحيوانات النادرة وأحد سكان المنطقة بأن النمر العربي موجود بهذه المنطقة وتم العثور على موضع الأقدام أثناء نزوله من أعلى جبل أثرب وجبل ضورة للشرب من الوادي. | جبل أثرب |

### محمية النمر العربي
حفاظاَ على الحيوانات النادرة الموجودة في قمم الجبال وفي الاودية ناشد اهالي المنطقة الهيئة الوطنية لحماية الحياة الفطرية وإنمائها بسرعة إنشاء محمية لحماية هذه الحيوانات من الانقراض بسبب الصيد المستمر.
| جبل أثرب | وناشد العامري الهيئة الوطنية لحماية الحياة الفطرية وإنمائها بسرعة عمل محمية للوادي قبل أن تنقرض هذه الحيوانات النادرة من هواة الصيد وهناك تقارير تؤكد حاجة الوادي إلى محمية. | جبل أثرب |

## السياحة
يجذب الجبل الزوار خلال فصول العام، خاصة في الشتاء والصيف، بفضل مناخه المعتدل مقارنة ببقية مناطق المملكة. يمكن للسياح الاستمتاع بالتنزه، المشي في المسارات الجبلية، والتقاط الصور الطبيعية.

### منتجع تلفريك أثرب السياحي

محطة أثرب العلوية للعربات المعلقة (التلفريك).

من معالم السياحة بالمنطقة وجود تلفريك أثرب  السياحي الذي يقل الزوار للمتنزه من مرتفعات السراة إلى سهول تهامة، ورغم أن المشروع يوفر عدد من الخدمات للزوار إلا أن المشروع بحاجة ماسة إلى التطوير والتحديث لإرضاء رغبات الكثير من الزوار. وقد قامت عدد من الجهات باستحداث مراكز لها بالمتنزه خلال مواسم الإجازات مثل الدوريات الأمنية والهلال الأحمر والدفاع المدني والبلدية. ويحظى متنزه القمع بالكثير من الاهتمام من قبل الهيئة العامة للسياحة والتراث الوطني السعودية والتي انتهت مؤخراً من إعداد دراسة مفصلة ومتكاملة حول تطوير الموقع بشكل متكامل وذلك من خلال طرحة للاستثمار من قبل القطاع الخاص بالتعاون مع كل من وزارة الشؤون البلدية والقروية ووزارة الزراعة.

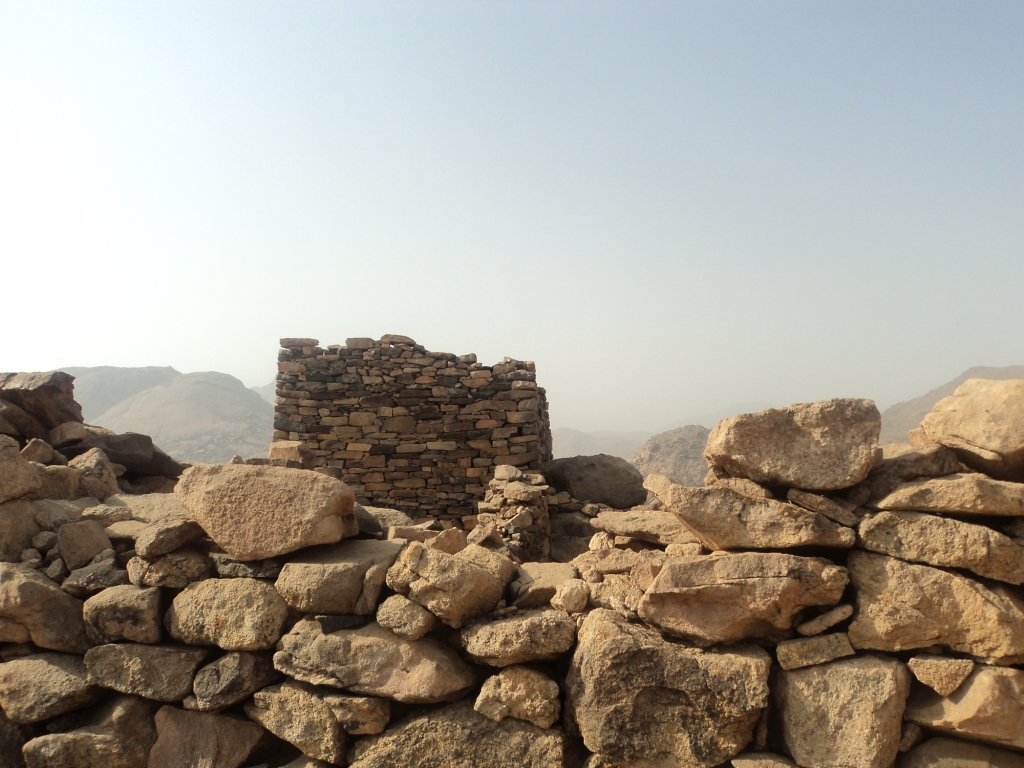
أحدى حصون وادي الخيطان

ويعتبر تلفريك أثرب من أكبر المشاريع السياحية  التي نفذت قبل عدة سنوات، وينحدر من أعلى قمة جبل أثرب وصولاً لوادي الخيطان بإقليم تهامة، ويبلغ طوله تقريبا أكثر من (3) كلم في عربات فاخرة ومريحة.
تقع المحطة السفلية للتلفريك (مشروع العربات المعلقة)  بالجهة الشرقية من وادي الخيطان. وتوجد به العديد من الآثار التاريخية التي تعود إلى أحقاب زمنية بعيدة. ويعتبر منفذ آهالي قبيلة حوالة إلى سهول تهامة قديما.
| جبل أثرب | من معالم السياحة بالمنطقة وجود تلفريك أثرب والذي ينقل السائح من جبال السراة الشاهقة إلى سهول تهامة. | جبل أثرب |

افتتح مشروع تلفريك أثرب السياحي (العربات المعلقة)  في عهد خادم الحرمين الشريفين الملك فهد بن عبد العزيز آل سعود 22 ذي الحجة من عام 1420هـ، يمتد المشروع على جنبات جبل أثرب -حوالة- ويصل بوادي الخيطان الواقع في تهامة حوالة. ويخدم المشروع عدداً من المطاعم وملاعب الأطفال وجلسات خارجية ومسبح.
ويعد متنزه القمع بمحافظة بلجرشي من أجمل المتنزهات الجميلة والساحرة بمنطقة الباحة، نظراً لكثافة الأشجار به، ووجود العربات المعلقة (التلفريك) به. وهو من أهم عوامل الجذب السياحي بالمنطقة، حيث يعتبر من أكبر المشاريع السياحية والذي نفذته شركة الباحة للتنمية والاستثمار قبل عدة سنوات ويقع هذا المشروع على أعلى قمة جبل أثرب المطل على وادي الخيطان بتهامة، ويبلغ طوله تقريباً أكثر من (3) كلم في عربات فاخرة ومريحة.

## الأهمية التاريخية والثقافية

واجهة جبل أثرب

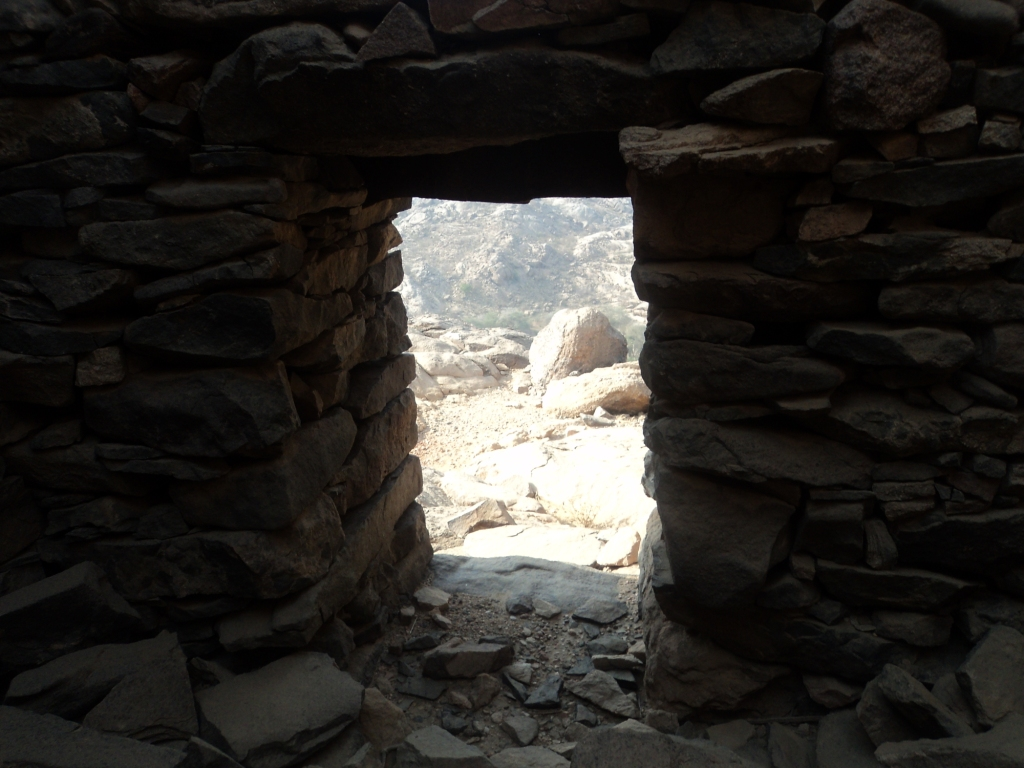
حوالة، وادي الخيطان

يُعتقد أن جبل أثرب كان له دور تاريخي في حياة القبائل العربية التي استوطنت المنطقة منذ العصور القديمة. ورد ذكره في بعض الروايات التاريخية والقصص الشعبية التي تروي حياة السكان الأوائل.
1. الروايات الشعبية:
- ارتبط الجبل بالعديد من الحكايات والأساطير التي توارثتها الأجيال.
- كان موطنًا لبعض القبائل القديمة التي استوطنت منطقة تهامة.

2. العسل الطبيعي:
- يشتهر جبل أثرب بإنتاج العسل الطبيعي عالي الجودة، نظرًا لتنوع النباتات البرية في المنطقة، مما يجذب النحالين من المناطق القريبة.

3. التراث:
تحتفظ القرى المحيطة بالجبل بتقاليدها العريقة وتراثها الشعبي، بما في ذلك الأزياء التقليدية والأغاني الشعبية التي تتغنى بالجبل.

## الثقافة المحيطة
- يشتهر سكان منطقة أثرب بالكرم وحفاظهم على التراث والتقاليد.
- المنطقة المحيطة بالجبل تضم قرى صغيرة تتميز بطابعها التراثي الفريد.

## أثرب في عيون الشعراء
قال الشاعر الشيخ عبد الله بن خميس عن جبل أثرب من قصيدة لأبيات شدا بها عن زيارته للمنطقة:
وقال أحد مشائخ القبيلة في أثرب الجبل:

## معرض الصور

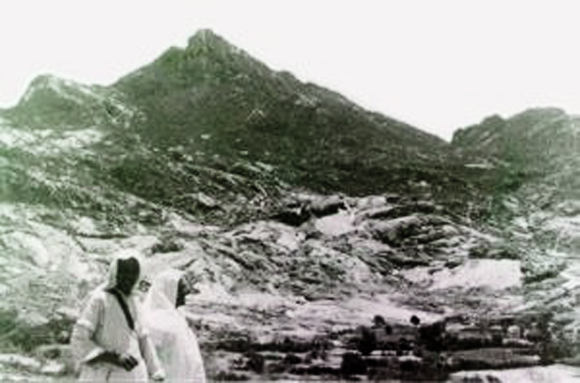
تاريخ
التين الشوكي
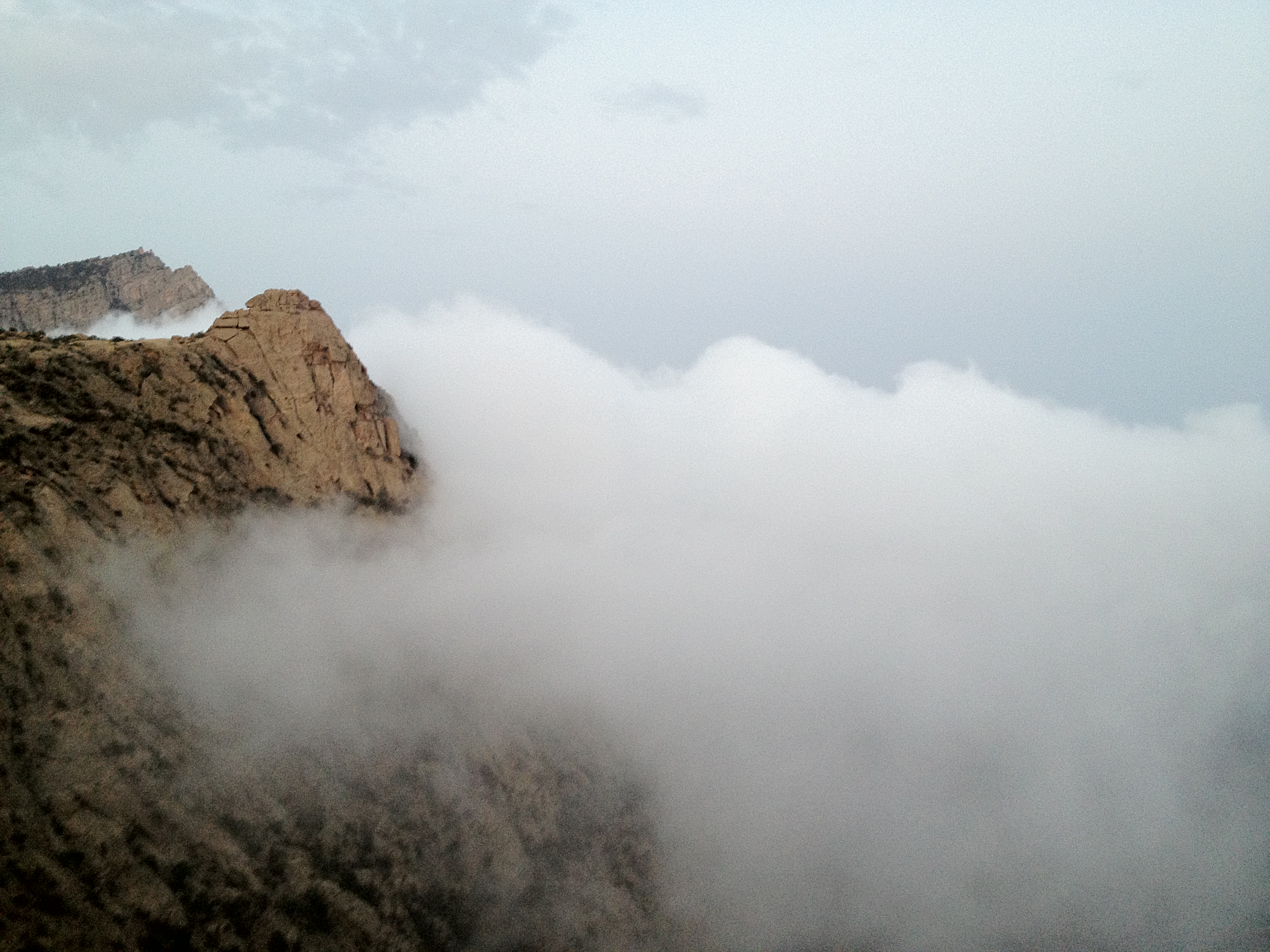
رأس النخلة
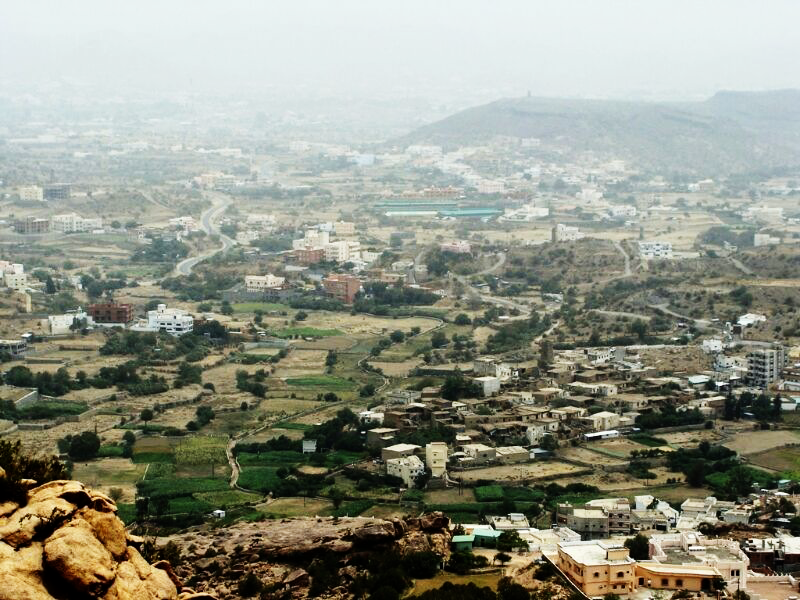
منظر عام
قبيلة حوالة، جبل أثرب
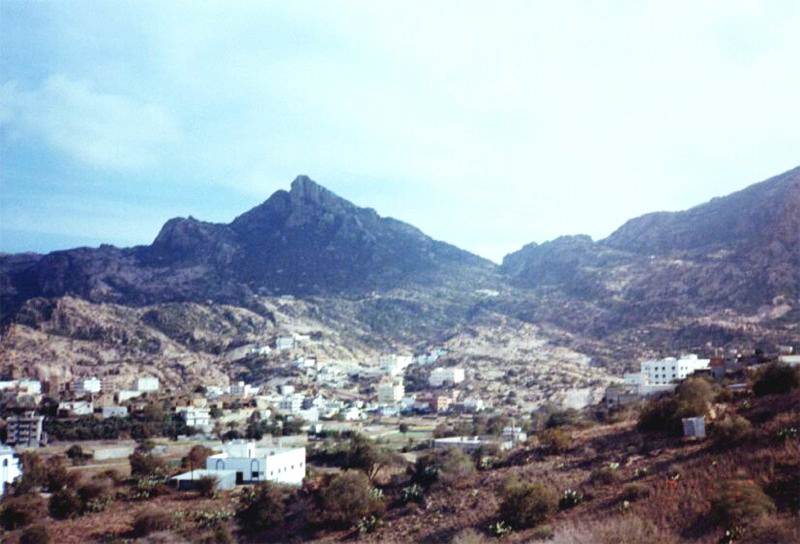
جبل أثرب
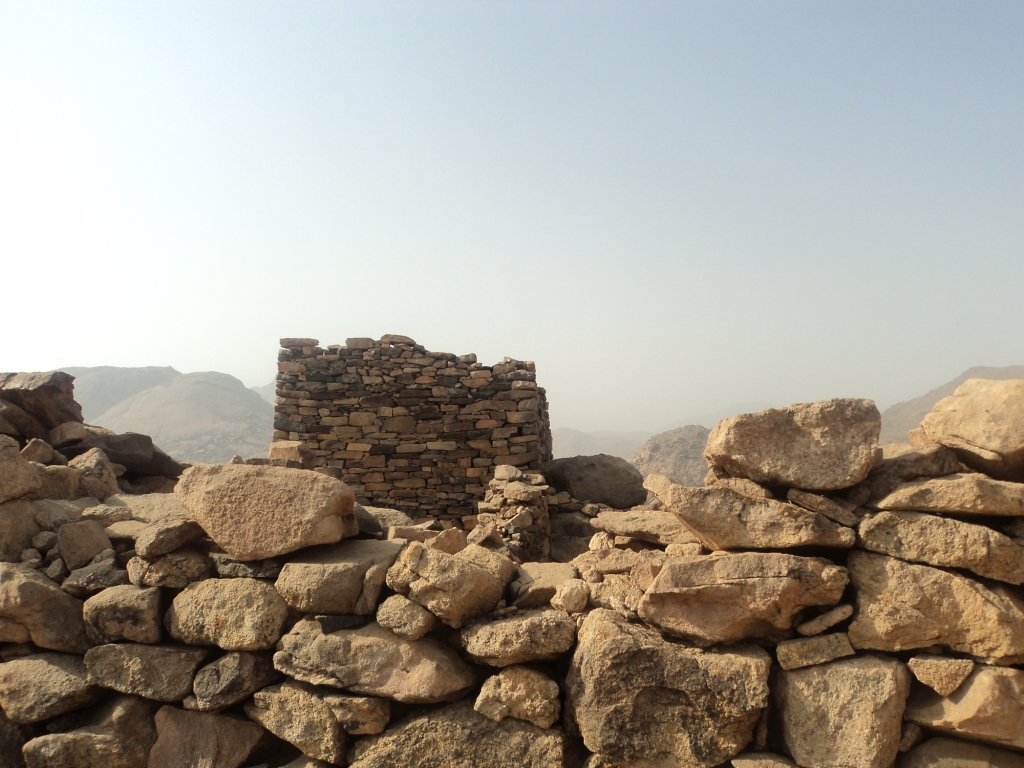
حوالة وادي الخيطان
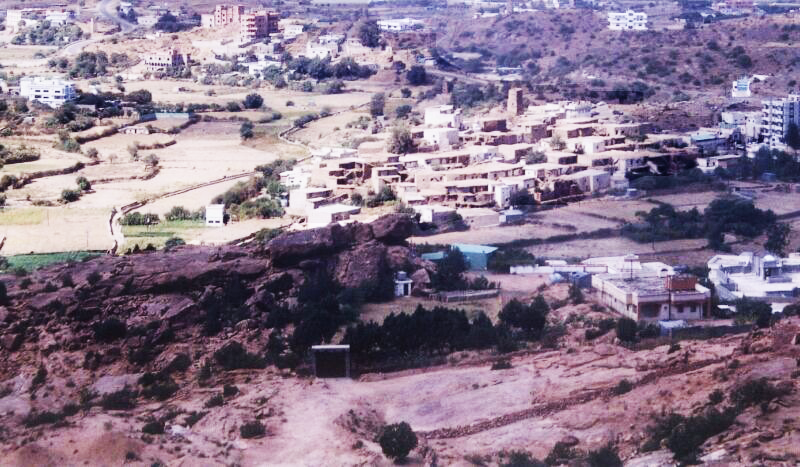
منظر جانبي لقبيلة حوالة من قمة جبل أثرب
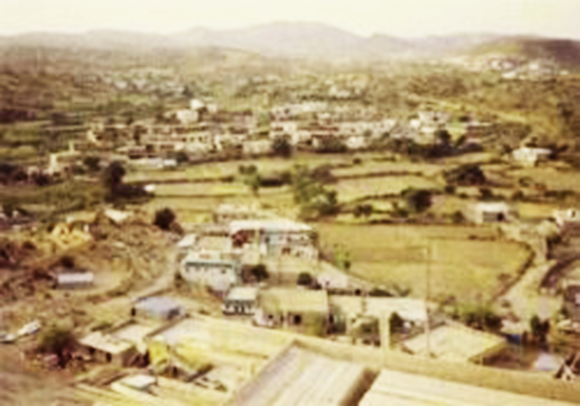
منظر جانبي لقبيلة حوالة من قمة جبل أثرب
قمة جبل أثرب 2500 متر
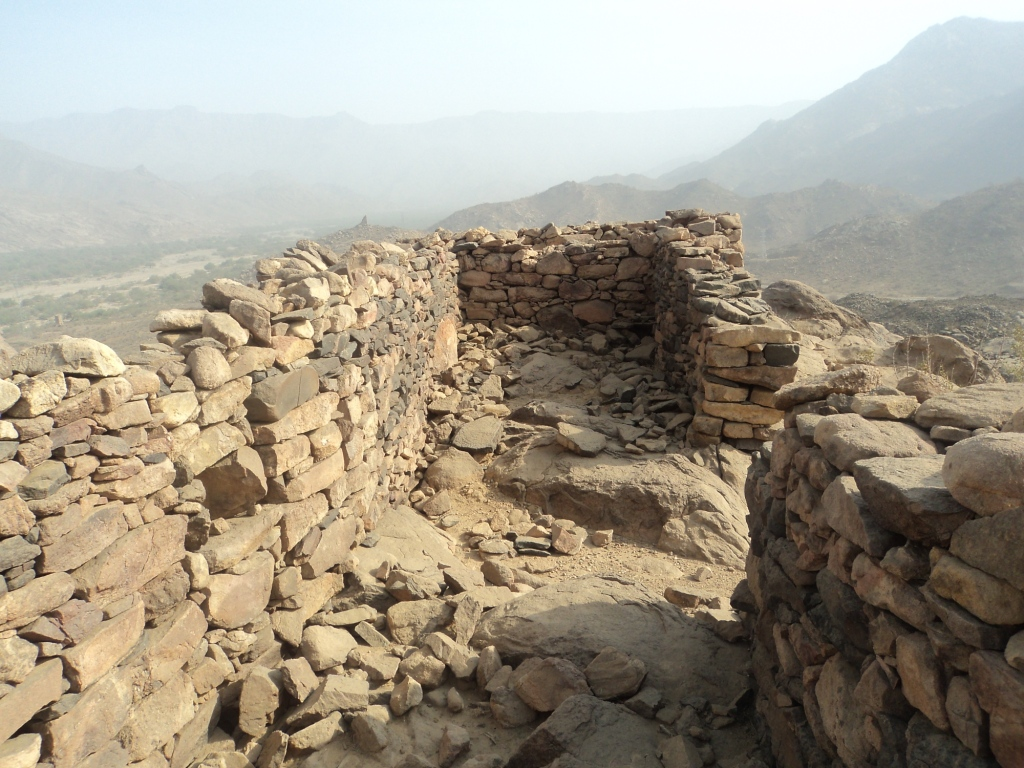
اطلال من وادي الخيطان
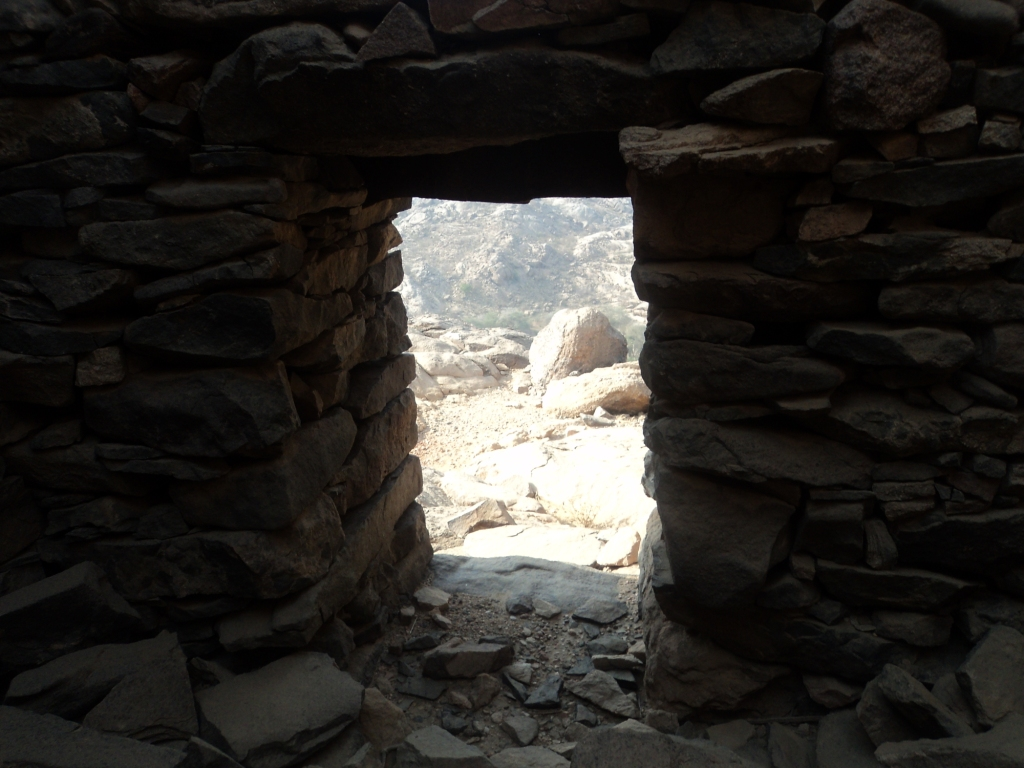
حوالة، وادي الخيطان
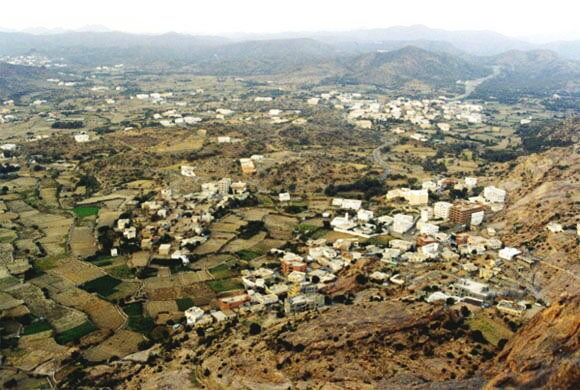
بلاد حوالة من قمة جبل أثرب
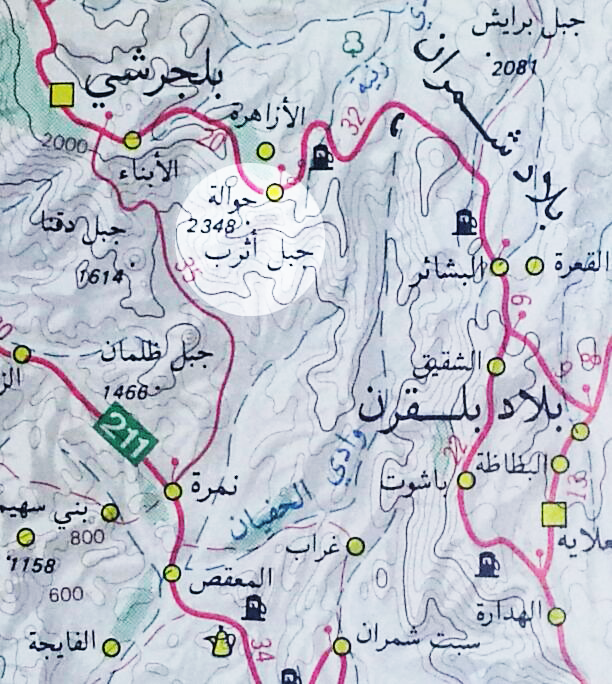
خارطة بلاد حوالة، ويظهر جبل أثرب
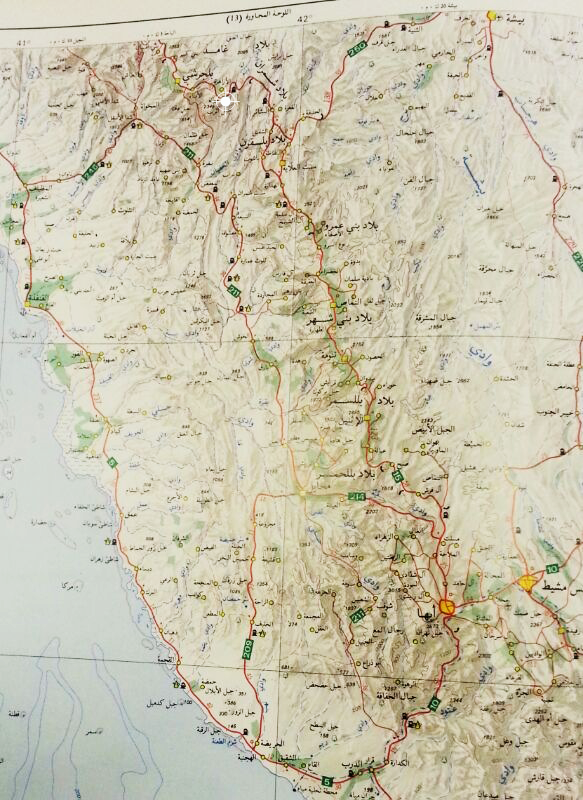
قبيلة حوالة على خارطة السعودية
واجهة جبل أثرب، بلاد قبيلة حوالة
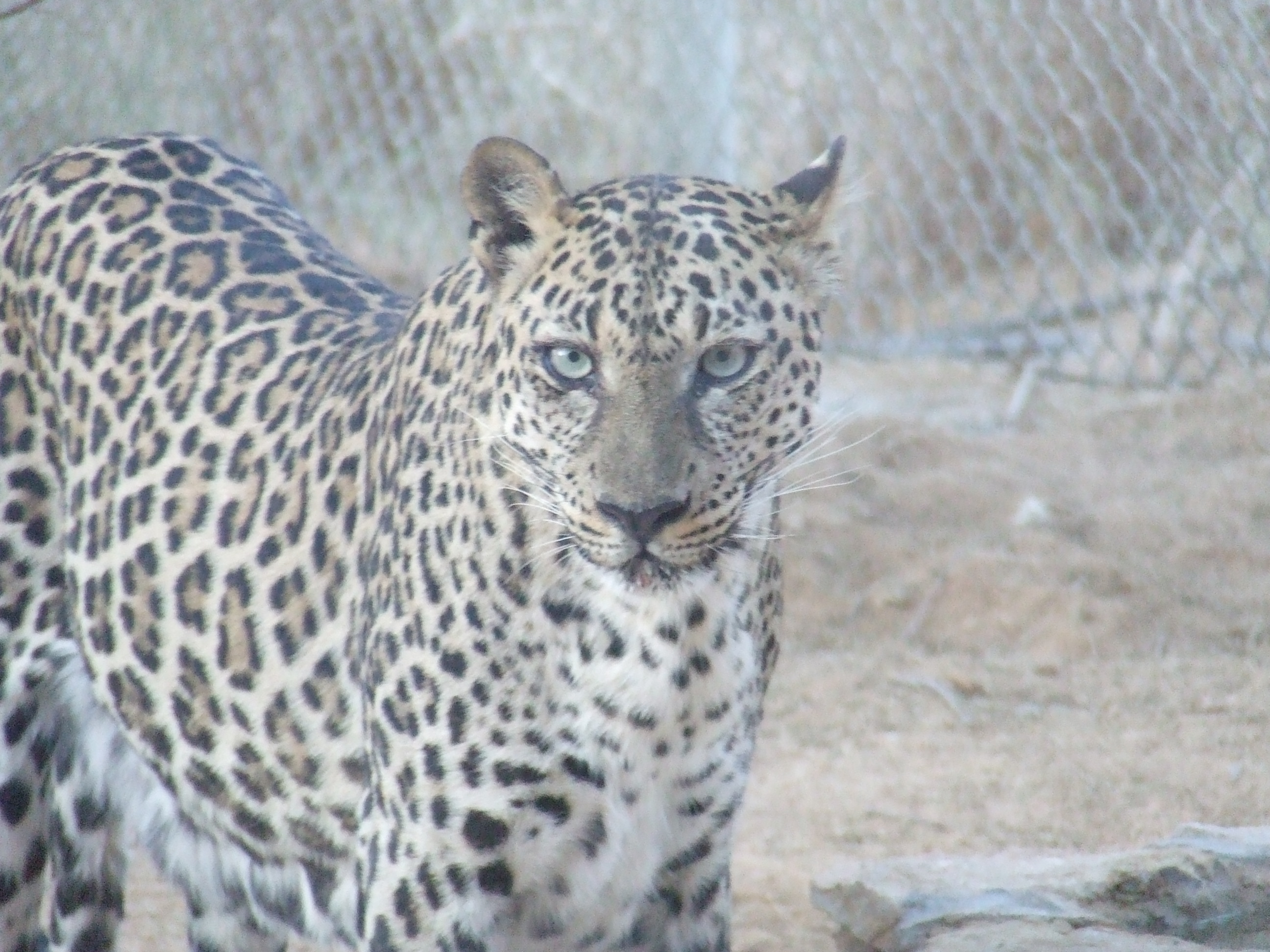
النمر العربي
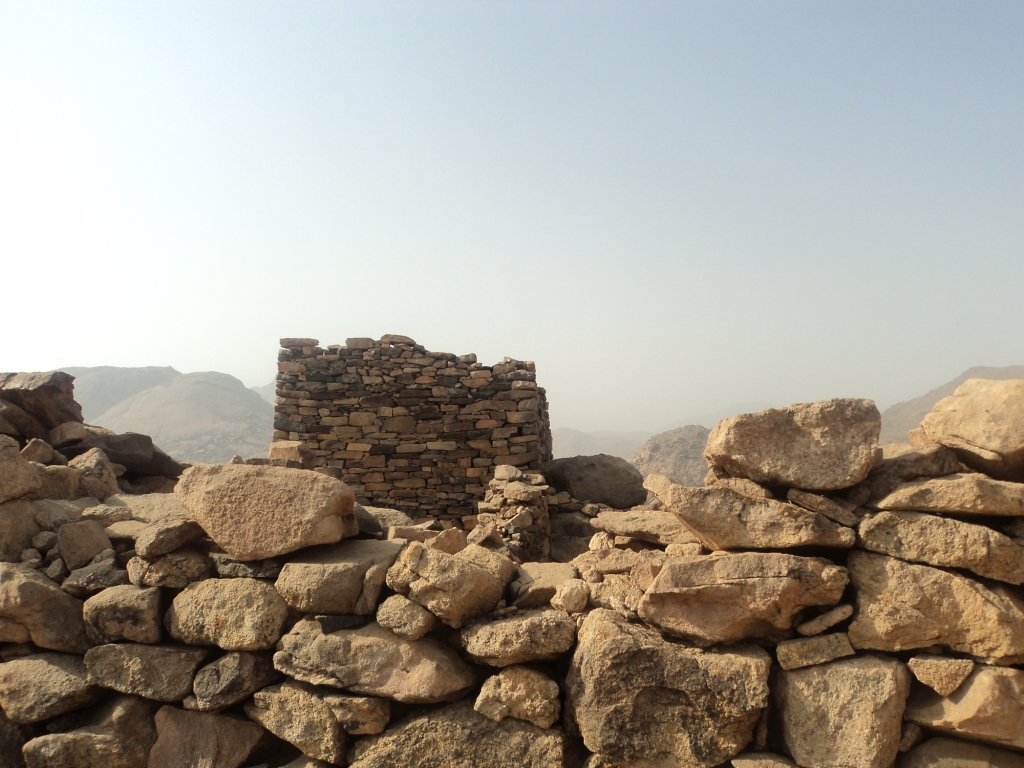
أحدى حصون وادي الخيطان
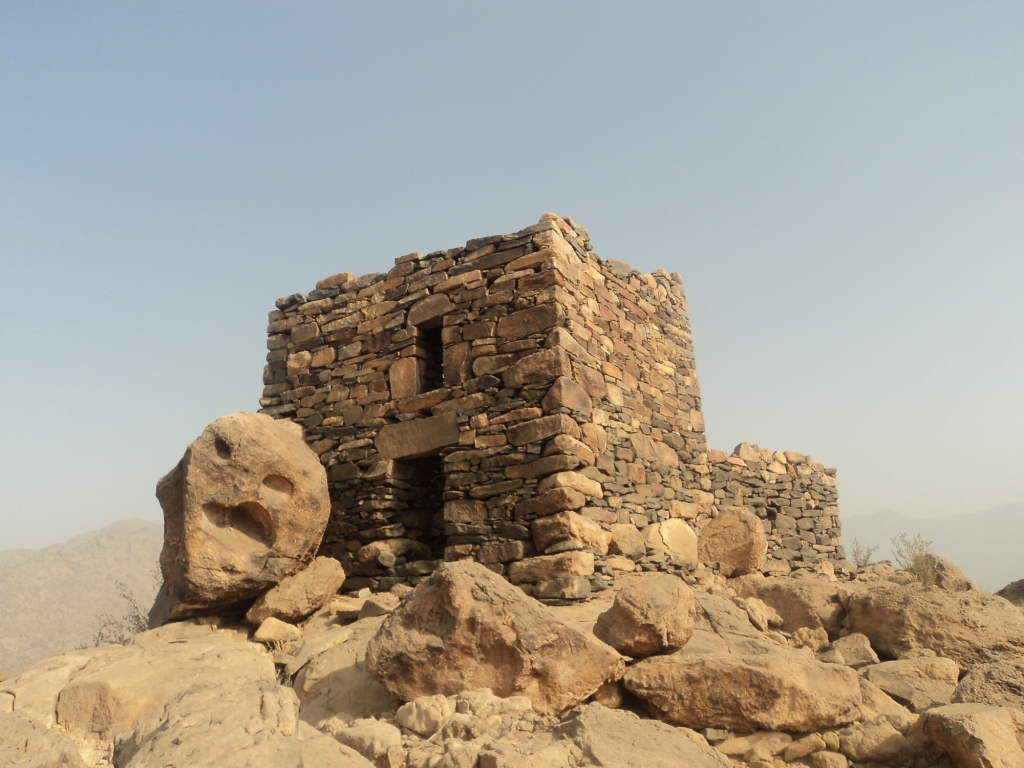
اطلال من وادي الخيطان
منظر قبيلة حوالة ويظهر جبل أثرب

## وصلات خارجية
- موقع أثرب